# Nyugati-tó
A Nyugati-tó (Hszi Hu (Xi Hu), 西湖) Kína leghíresebb tava, Hangcsou (Hangzhou)tól nyugatra, a Csientang (Qiantang) folyó torkolatvidékén helyezkedik el. Kialakulása a folyó és a tenger, valamint az ember együttműködésének eredménye: eredetileg lagúna lehetett a folyó torkolatánál, majd a Tang-dinasztia idején elzárták a folyótól és a tengertől, megkezdték rendszeres kotrását, ami nélkül gyorsan feltöltődött volna.
A Nyugati-tó természeti szépsége az egész kínai történelem során nagy hatással volt a kínai költészetre és festészetre, a kertépítészetre, sőt az utóbbi révén a japán és a koreai kertek kialakítására is. 2011-ben a világörökség része lett. Az indoklásban kiemelték, hogy a tó megtestesíti az ember és a természet ideális kapcsolatát.

## Elnevezése
A tónak a kínai történelem korai szakaszából számos különböző elnevezése maradt fenn, ezek közül azonban csak kettőt alkalmaztak szélesebb körben: az egyik azonos volt a folyó akkori nevével, (Csöcsiang (Zhejiang)), mivel a tó és a folyó elválasztása még nem volt teljes, a másik, a végső soron elterjedt név pedig a Nyugati-tó lett, mivel Hangcsou (Hangzhou) városától nyugatra helyezkedett el. A Nyugati-tó elnevezés először Po Csü-ji (Po Csü-ji), a Tang-kor neves költője, (és egy ideig Hangcsou (Hangzhou) kormányzója) két versében jelent meg. A tó természeti szépségének csodálói, a kínai költők, festők, írók révén az utóbbi elnevezés lett az általános. Hivatalos dokumentumban ez a nevet először Szu Si (Su Shi) alkalmazta a Szung-dinasztia (Song-dinasztia) idején, amikor kérelmet terjesztett elő a tó kotrására. 
Kínában több tucatnyi más, kisebb tavat is ezen a néven jegyeznek, mégis, ezt az elnevezést hallva mindenki elsőként erre a tóra gondol.

## Története
Kétezer évvel ezelőtt, az időszámításunk kezdete táján a Nyugati-tó változó területű lagúna volt a folyó (akkori nevén Csöcsiang (Zhejiang)), a környező hegyek és a tengerpart között. A folyó által lerakott hordalék hordalék, az éves csapadék mennyisége, valamint a tavat és a tengert elválasztó homokturzás változó állapota miatt területe, mélysége nem volt állandó, és vize is ingadozó sótartalmú brakkvíz volt.

### Csin(Qin)-dinasztia
Időszámításunk kezdete körül a Nyugati-tó még a Csöcsiang (Zhejiang) folyó kiszélesedő torkolatának része volt. A hordalék lerakódása következtében a vízfelületet északról és délről övező hegyek lábánál homokpadok kezdtek kialakulni. Később ezek összeérve lagúnaként elzárták a folyótól a későbbi tavat.  A Csin (Qin)-dinasztia és a Han-dinasztia korában a tó ebben a kezdeti állapotában volt. A hagyomány szerint, amit Csao Taj (Zhao Dai) 17. századi kínai történész foglalt írásba, Csin Si Huang-ti (Qin Shi Huangdi), a Kínát egyesítő első császár is meglátogatta a tavat, és csónakját egy nagy kőhöz kötötte ki, amely ma is látható, és körülötte később kiépítették a Nagy Kő buddhista templomot.

### Szuj(Sui)-dinasztia
A rövid életű Szuj-dinasztia (Sui-dinasztia)-dinasztia korában kiépült a Nagy-csatorna legdélebbi szakasza, ami a Csientang (Qiantang) folyót közötte össze a Jangcéval. Ennek révén a folyó és a tó között növekvő Hangcsou (Hangzhou) városa a kor fő közlekedési útvonala, a Nagy-csatorna révén összeköttetésbe került Kína nagy folyóival, ily módon bekapcsolódott az ország gazdasági vérkeringésébe. Megélénkült  a belső turizmus is, és az utazók messzi földre elvitték  a hegyek lábánál fekvő gyönyörű tó hírét.

### Tang-dinasztia
Ebben a korban a tó felülete mintegy 10,8 km² volt, és délen, nyugaton egészen a hegyek lábáig terjedt. A zarándokok csónakon közelítették meg a szent hegyek lábát, és onnan kapaszkodtak fel azokra. Vízszabályozási munkák még nem folytak, a folyó időről időre behatolt a tóba, nagy árvizek idején azt is kiárasztotta, hordalékával pedig feltöltötte azt. Aszályok idején viszont a tó medrének nagy része szárazra került. 781-ben Li Mi, Hangcsou (Hangzhou) akkori kormányzója, elrendelte hat kút létesítését a növekvő városban, mégpedig úgy, hogy a tó vizét földalatti, terrakottából és bambuszból készült csöveken át vezettette oda.
822 és 825 között Po Csü-ji (Bai Juyi), a kor neves költője lett Hangcsou (Hangzhou) kormányzója. Felismerte a tó körüli vízgazdálkodási problémákat nagyszabású szabályozási munkálatokat indított el. Újjáépítették a folyó és a tó közötti gátat oly módon, hogy a vizet aszály esetén öntözésre lehessen használni. Ez sokat javított a környék mezőgazdaságának, paraszti lakosságának helyzetén. Po Csü-ji (Bai Juyi) emellett költőként is rajongott a tóért, sok időt töltött a partján. Ő rendelte el az első olyan gát, földút építését a tavon keresztül, ami csónak igénybe vétele nélkül is lehetővé tette a tó látványának élvezetét. Ma is több hasonló gát szeli át a tavat, ezek egyikét róla nevezték el, de ez már nem ugyanaz, mint amit ő építtetett.

### Az öt dinasztia és a tíz királyság kora
A Tang-dinasztia bukása után Kínában az öt dinasztia és a tíz királyság kora következett, ami széttagoltsággal, súlyos belső küzdelmekkel járt. Ekkoriban Hangcsou (Hangzhou) a hét évtizedig fennálló Vujüe (Wuyue) királyság fővárosa lett. Ez az állam gazdaságilag erős volt, jelentős külkereskedelmet folytatott Koreával és Japánnal is. A dinasztia uralkodói a buddhizmus hívei voltak, és jelentős támogatást nyújtottak e vallás hívei számára. Számos buddhista templom, kolostor és más építmény keletkezett ezekben az időkben a Nyugati-tó partján. 
A tavat folyamatosan veszélyeztette a feltöltődés, ezért az állandó kotrására volt szükség. 927-ben Csian Liu (Qian Liu), Vujüe (Wuyue) királya állandó, ezer fős sereget állított fel a tófenék kotrására, a vízi növényzet irtására, általában a Nyugati-tó szépségének az ápolására.

### Szung(Song)-dinasztia
Mintegy 100 évvel később, a Szung-dinasztia (Song-dinasztia) idején újra egy neves költő, Szu Si (Su Shi) volt egy ideig Hangcsou (Hangzhou) kormányzója. Akkoriban a tó állapota leromlott, elszaporodtak a vízinövények, amik eldugaszolták az öntözőcsatornákat, vízvezetékeket. A kormányzó újra elrendelte a kotrást; a kitermelt anyagot egy új, széles töltés létrehozására használták fel. A töltést hat híd szakítja meg, széleire fűzfákat ültettek és a tó újabb nevezetes látványossága lett. A festői töltés-sétaút azóta is a kormányzó-költő nevét viseli,  
Ebben az időben a tó már népszerű turista-látványosság lett, és az országba érkező külföldiek is szívesen keresték fel. A feljegyzések szerint több száz szépen faragott, díszes csónak állt a kikapcsolódást keresők rendelkezésére. A költők és festők versengek abban, melyikük tudja szebb művekben megörökíteni a szépségeit.

### Jüan(Yuan)-dinasztia
A hódító mongolok által alapított Jüan-dinasztia (Yuan-dinasztia) idején sem tört meg a tó népszerűsége. Egy feljegyzés szerint 1309-ben fél év alatt több mint 1200 külföldi látogató kereste fel a várost és a tavat. Keleti uralkodók oroszlánt, párducot, hollókat és sólymokat hoztak ajándékba vendéglátóiknak. A nyugati látogatók közül a leghíresebb Marco Polo volt. Kubiláj mongol nagykán idején gondosan tovább ápolták, kotorták a tavat. Később azonban egyes részeit fokozatosan feltöltötték és termőfölddé alakították, más részeit nagyurak a maguk számára gátakkal elzárták, emiatt azok elmocsarasodtak.

### Ming-dinasztia
A Jüan (Yuan)-dinasztia végén, a Ming-dinasztia korának elején a közvélemény és az uralkodó körök úgy tartották, hogy a Déli Szung (Song)-dinasztia bukásának oka abban rejlett, hogy az uralkodó körök a tó szépségeinek hódoltak ahelyett, hogy jó kormányzás és hadviselés révén megóvták volna az országot a mongol hódítóktól. Ezért egy ideig nem is kívánták helyreállítani a tó állapotát, elkerülendő a szomorú vég megismétlődését. Később azonban, a 15. század közepén a helyi kormányzat újra kezdett figyelmet fordítani a tóra. A század végén a helyi kormányzat megszerezte a császár engedélyét és támogatását a tó kotrásához, a parton tulajdonos helyi nagyurak ellenében. A feljegyzések szerint 152 nap alatt 6,7 millió ember dolgozott a projekten 23.607 ezüst tael értékben (1 tael = 50 gramm). 3.481 hold illegálisan kialakított szántóföldet alakítottak vissza a tó medrévé, így a tó visszanyerte a századokkal korábbi méreteit. A kitermelt földdel kiszélesítették a meglévő töltéseket és újakat építettek. A kotrást később is rendszeresen folytatták.

### Csing(Qing)-dinasztia
A mandzsu Csing-dinasztia (Qing-dinasztia) idején is népszerű maradt a tó, és a császárok lelkes hívei voltak az ápolásának.Kang-hszi kínai császár (Kangxi kínai császár) öt alkalommal látogatta meg a tavat, látogatásainak emlékeit ma is őrzik a partokon. Csien-lung kínai császár (Qianlong kínai császár) hatszor járt erre hatalmas kíséretével, verseket írt. feliratokat helyezett el a festői helyeken. Ebben a korban, a 18. század második felében két helyi író 1016 turisztikai jelentőségű helyet jegyzett fel az első útikönyvbe, ami Hangcsou (Hangzhou)ról és környékéről készült.
Közben Jung-cseng kínai császár (Yongzheng kínai császár) idején újabb nagyszabású munkálatokkal bővítették a tó vízfelületét, nyerték vissza a korábban elvesztett területeit. Korszerűbb vízgazdálkodási módszerekkel igyekeztek megakadályozni az üledék gyors lerakódását, átöblítő megoldásokat alakítottak ki. A 19. század elejére kialakult a tó mai alakja, amit aztán folyamatos munkával fenn is tartottak. 1864-ben megalakult a kotrási munkákat felügyelő állandó hivatal is.

### A Kínai Köztársaság kora
A 20. század elején megépültek az első vasútvonalak és korszerű országutak Sanghaj (Sanghai), Ningpo (Ningbo) és Hangcsou (Hangzhou), valamint Nanking (Nanjing) között, ami fellendítette a környék idegenforgalmát. Egy korabeli kiadvány szerint a hagyományos zarándokokon kívül 1930–1936 között 32.845 turista kereste fel Hangcsou (Hangzhou) városát és vele együtt a tavat. Egyre nagyobb figyelmet fordítottak a tóparti épületek megőrzésére és újak építésére.
1929. június és október között a tartományi kormányzat megrendezte a Hangcsou (Hangzhou)ban a West Lake Expo-t, azaz a Nyugati-tó kiállítást, aminek fő célja a kínai termékek bemutatása és a vállalkozások ösztönzése volt, a tó festői háttere előtt. A nemzetközi gazdasági kiállításon a mintegy 1.000 hazai kiállító mellett amerikai, japán, brit, indonéz és más külföldi kiállítók is részt vettek.

### A Kínai Népköztársaság kora
A Kínai Népköztársaság kikiáltása után Hangcsou (Hangzhou) és a Nyugati-tó az az első között nyíltak meg a turisták előtt. A városi kormányzat védetté nyilvánította a tó körüli hegyeket és nagyarányú faültetésbe kezdett. 1949-ben a tó átlagos mélysége már mindössze csak 0,55 méter volt, a csónakok csak csatornákon tudtak közlekedni a mocsaras foltok között. 1951-ben indult meg újra a nagyszabású kotrás, amit 1954-re gépesítettek. 1959-re sikerült elérni, a hogy a tó átlagos mélysége 1,808 méter lett, legmélyebb pontja pedig 2,6 méter. A következő nagyszabású kotrás 1976-ban vált szükségessé. Ekkor – a tó történetében először – a partfalat is újrarendezték csaknem 30 kilométeres hosszon.
A parton botanikus kertet is létesítettek, újjáépítették az ott lévő hagyományos kínai kerteket. 1959-ben a tó és környéke több mint 1.400 külföldi, valamint 2.300 hongkongi és makaói turistát vonzott.
A kulturális forradalom idején a tó környéke is nagy károkat szenvedett, több épületet leromboltak, megrongáltak. A kulturális forradalom után a turizmus újra fellendült, és 1978-ban már 53.000 külföldi turista valamint hat millió hazai látogató érkezett a tó partjára.
1978 és 1981 között a tó környékét csatornázták, 17 kilométer csatorna és 10 szivattyúállomás építésével átfogóan megoldották a szennyvíz elvezetését. 1985-ben napi 300 000 köbméter kapacitású szivattyúállomást építettek a folyó és a tó közé, amelynek révén, a friss víz beáramoltatásával, sikerült a víz átláthatóságát jelentősen megnövelni.
2000-ben 71 év után újra megrendezték a West Lake Expót, ami 1,4 millió látogatót vonzott, és ezután évente visszatérő nemzetközi gazdasági kiállítás és vásár lett.

## A tó hidrológiai helyzete a 21. században
A tó vízgyűjtő területe 21,22 km², innen kis patakok futnak a tóba, valamint a csapadékvíz (évi 5,6 millió m³) érkezik. A fő vízutánpótlás a Csientang (Qiantang) folyóból jön, évi 120 millió m³. A tó víztömege 14,3 millió m³. A száraz évszakban a tó leeresztő zsilipei zárva vannak, de a víz áramlása nyitott zsilipek esetén is mindössze 0,05 m/sec.
A tó átlagos mélysége 2,27 méter, legmélyebb pontja 5 méteres. A vízszint a tengerszint felett 7,15 méterrel van.

## Hatása

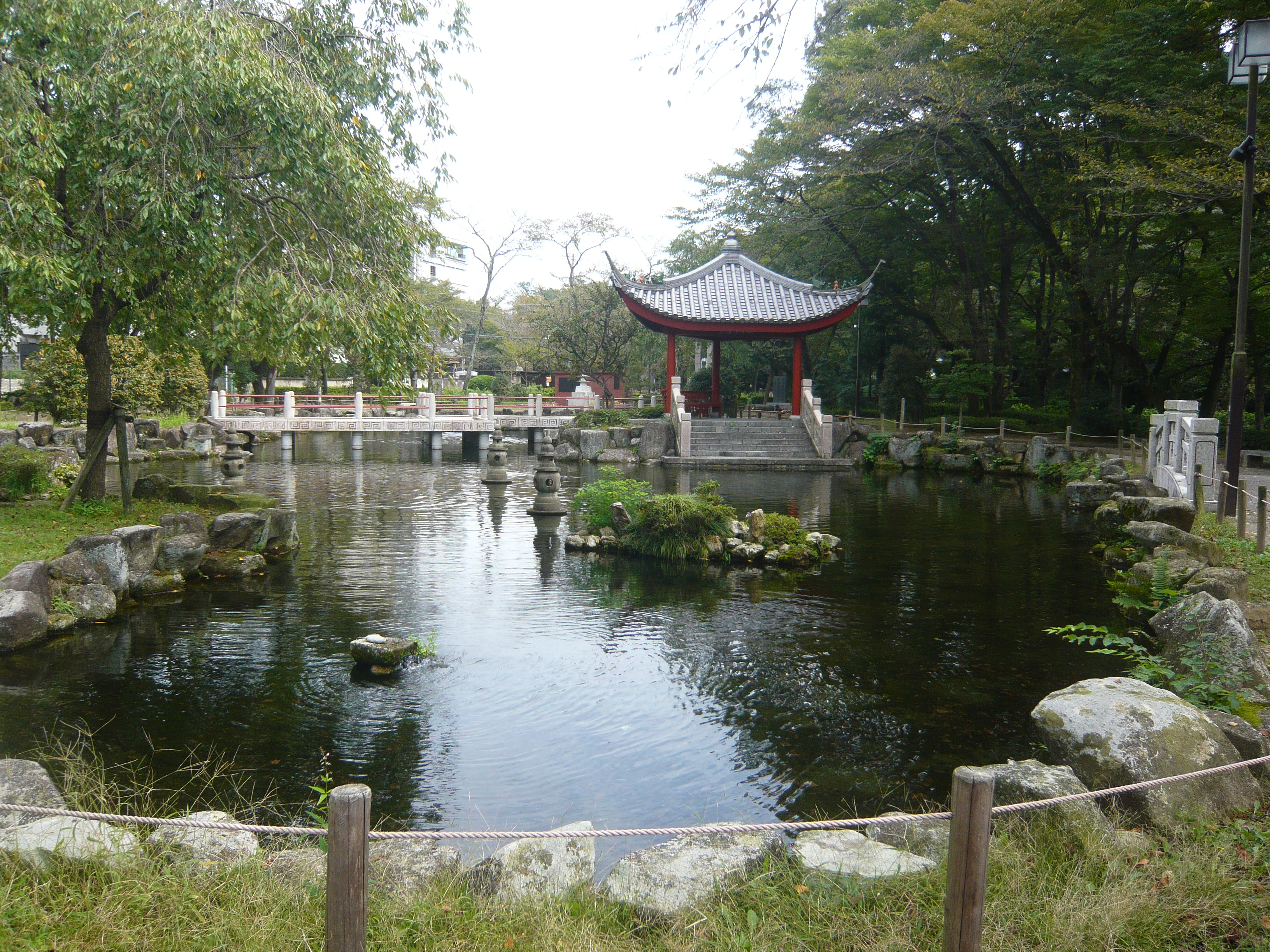
A Nyugati-tó által inspirált részlet a japán Gifu városában lévő parkban

A Nyugati-tó a kínai történelem hajnala óta nagy hatással volt az ország költőire, filozófusaira, festőire. Számos kínai nemzeti hős, hősnő tevékenysége kötődik a tóhoz, és sokuk emlékhelye is megtalálható a partján. A századok során neves írók sora választotta visszavonulásának helyéül ezt a festői környezetet, mint például Lin Pu (Lin Bu), aki a Szung -dinasztia korában felhagyott hivatalnoki pályájával és 20 évig élt magányosan a tó partján, őszibarack- és szilvafákat nevelve. Számos más költő és író jelentős műveket szentelt a tó témájának.
Kulturális jelentősége mellett a tavon eredményes halgazdálkodás is folyik. Egy 1977-es adat szerint a tavon évente és hektáronként 1,3 tonna halat fogtak.

## Galéria

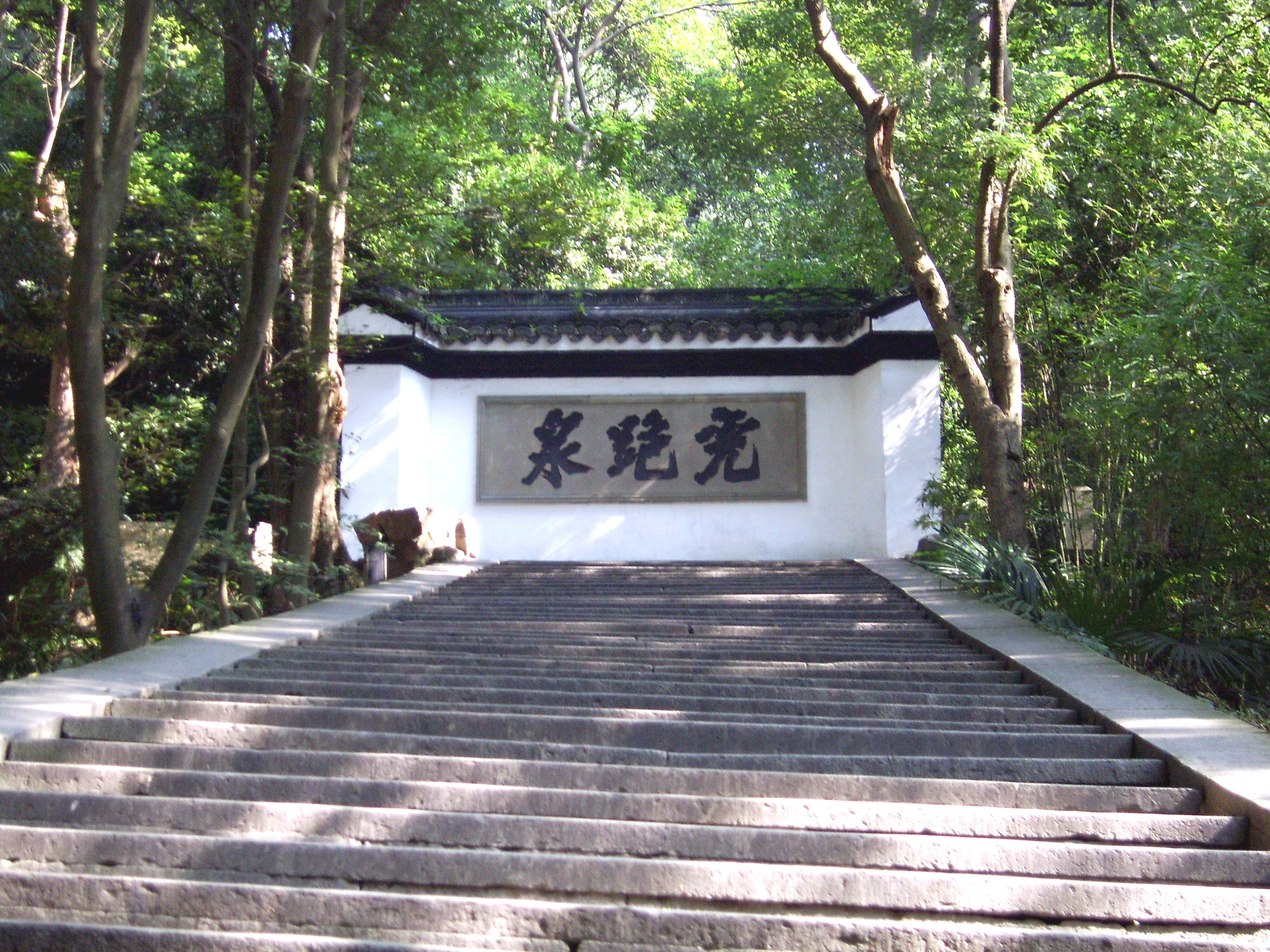
A Vágtázó Tigris forrás
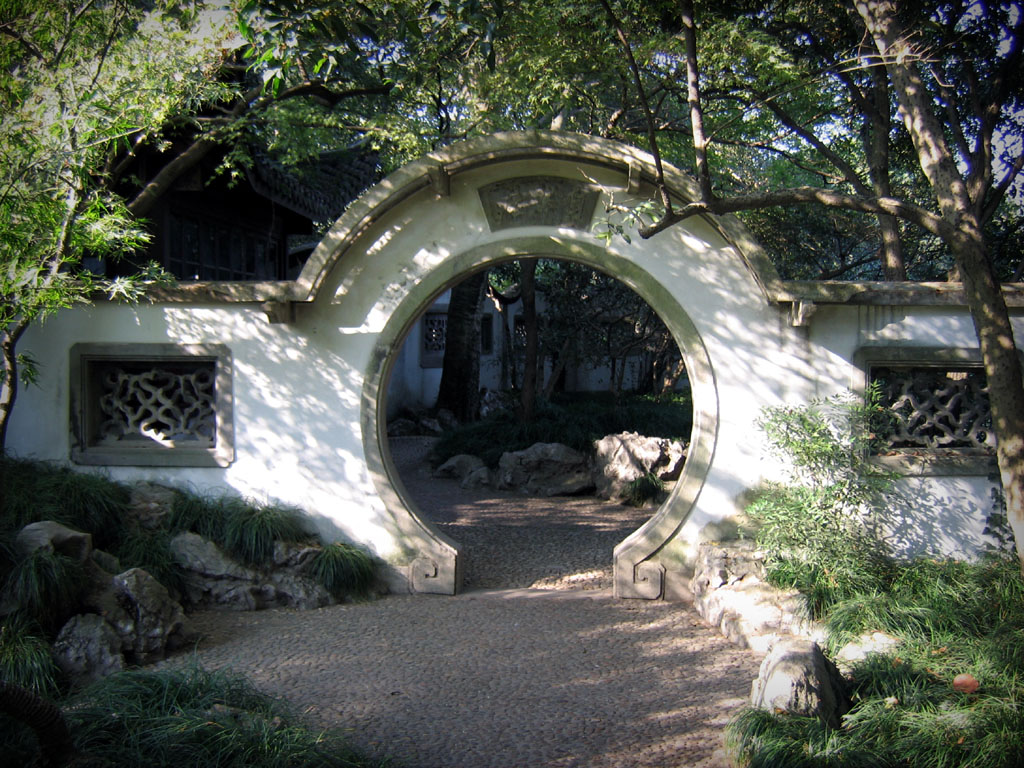
Tradicionális kertkapu
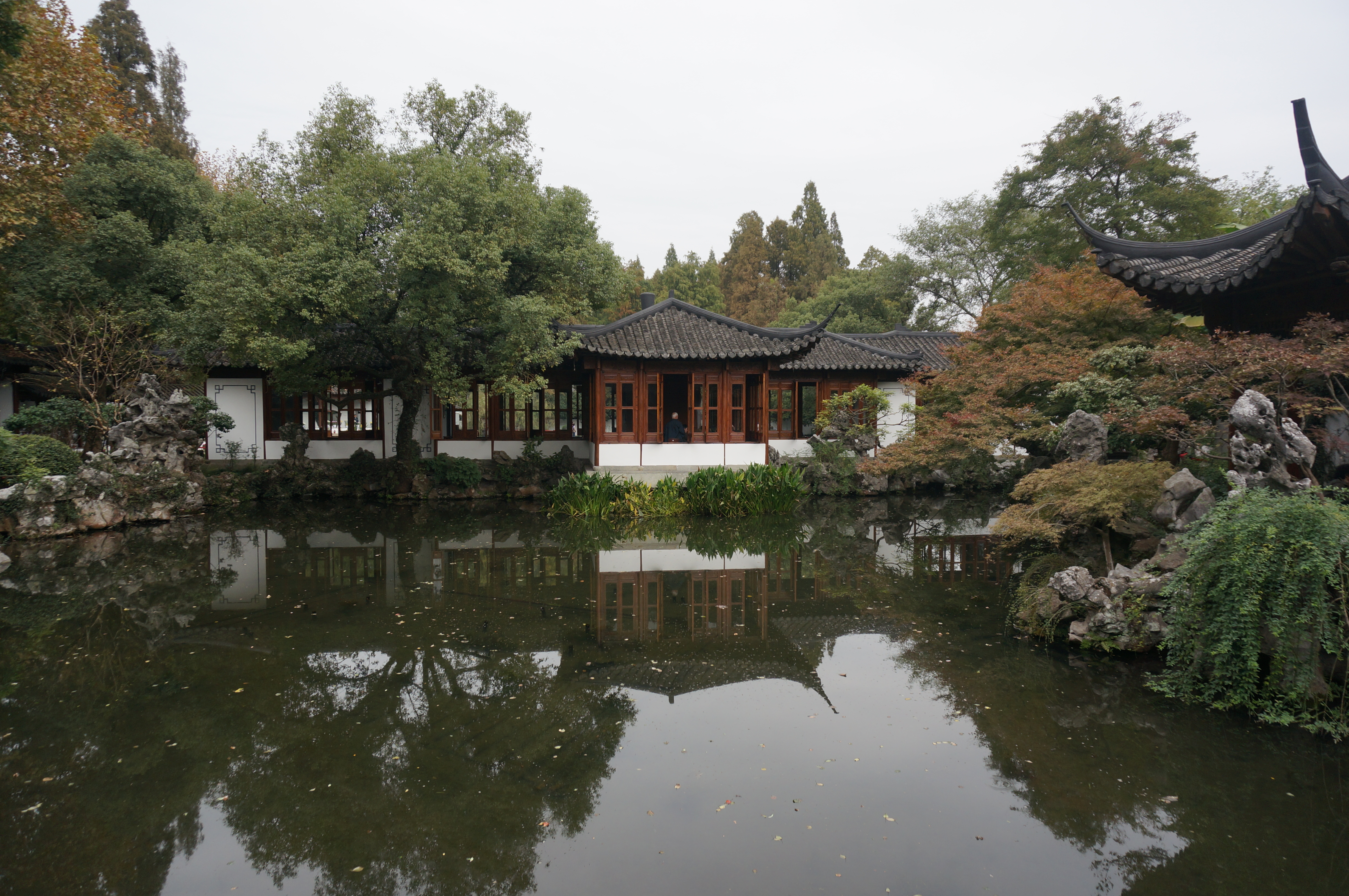
Az egyik történelmi kínai kert a Nyugati-tó partján
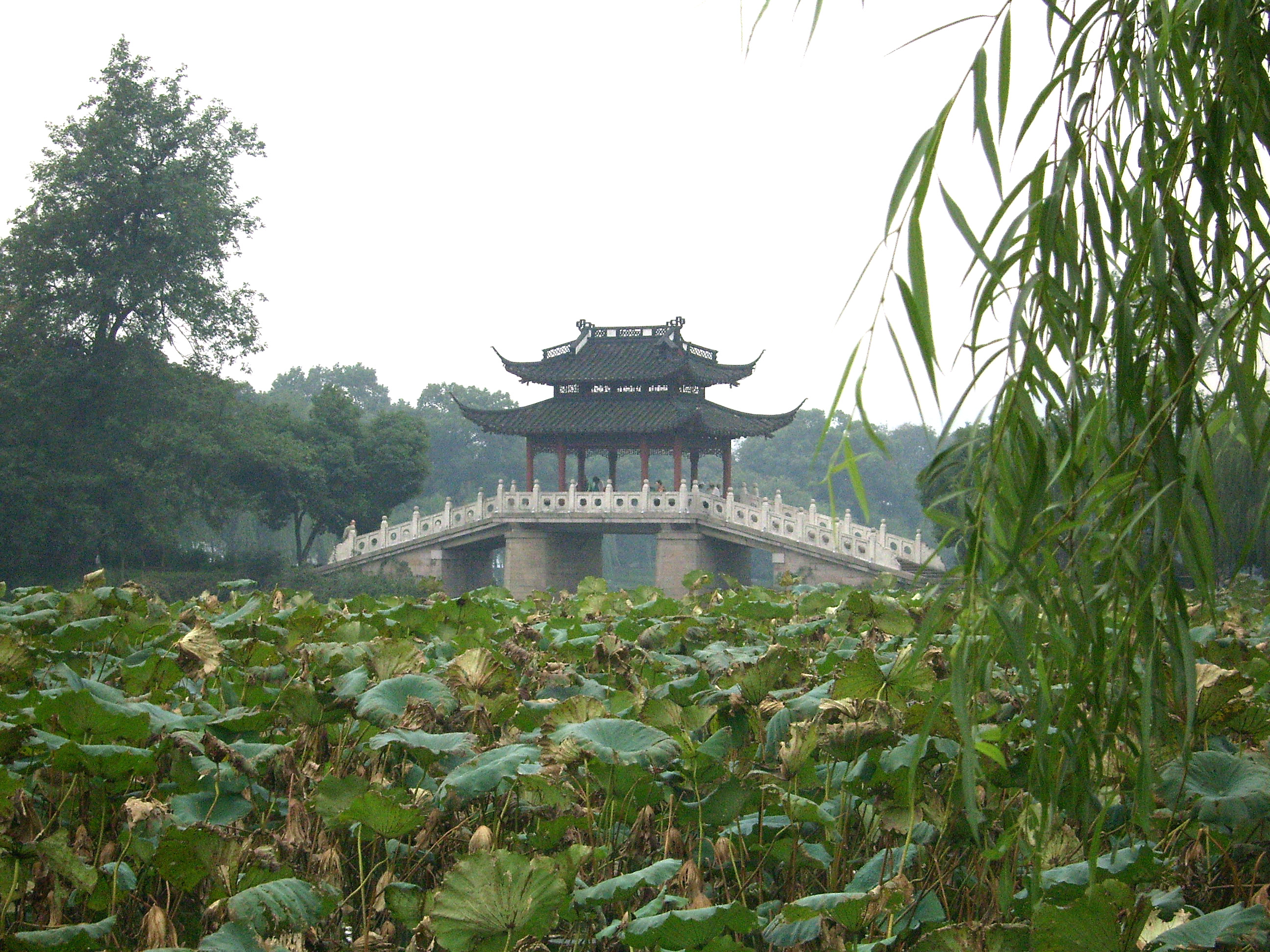
Lótusz a szellőben és a Kanyargó Udvar
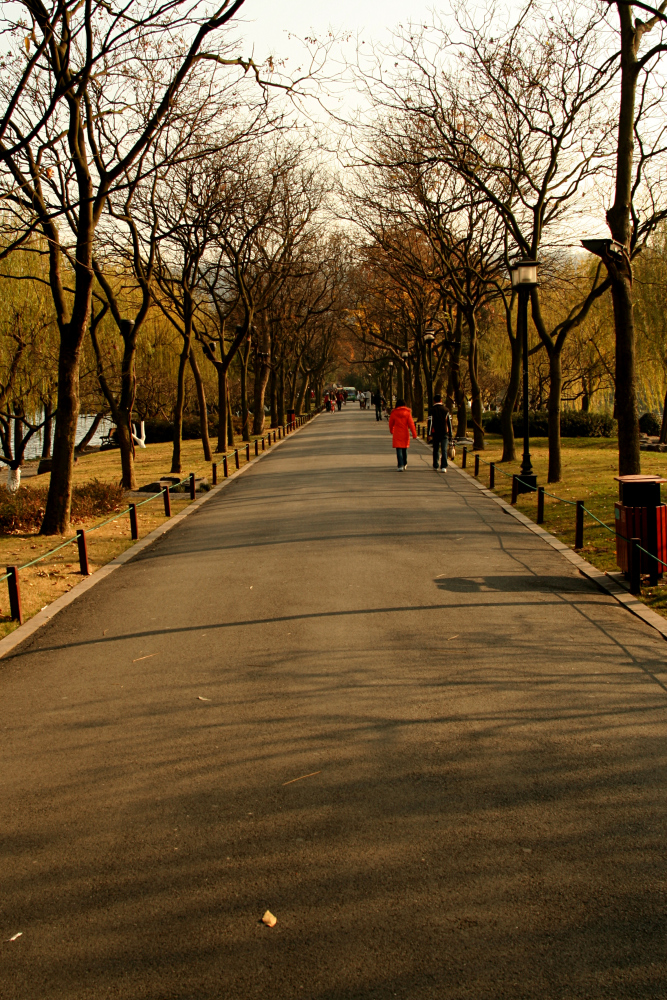
A Szu Si (Su Shi) költőről elnevezett töltés, sétaút látképe
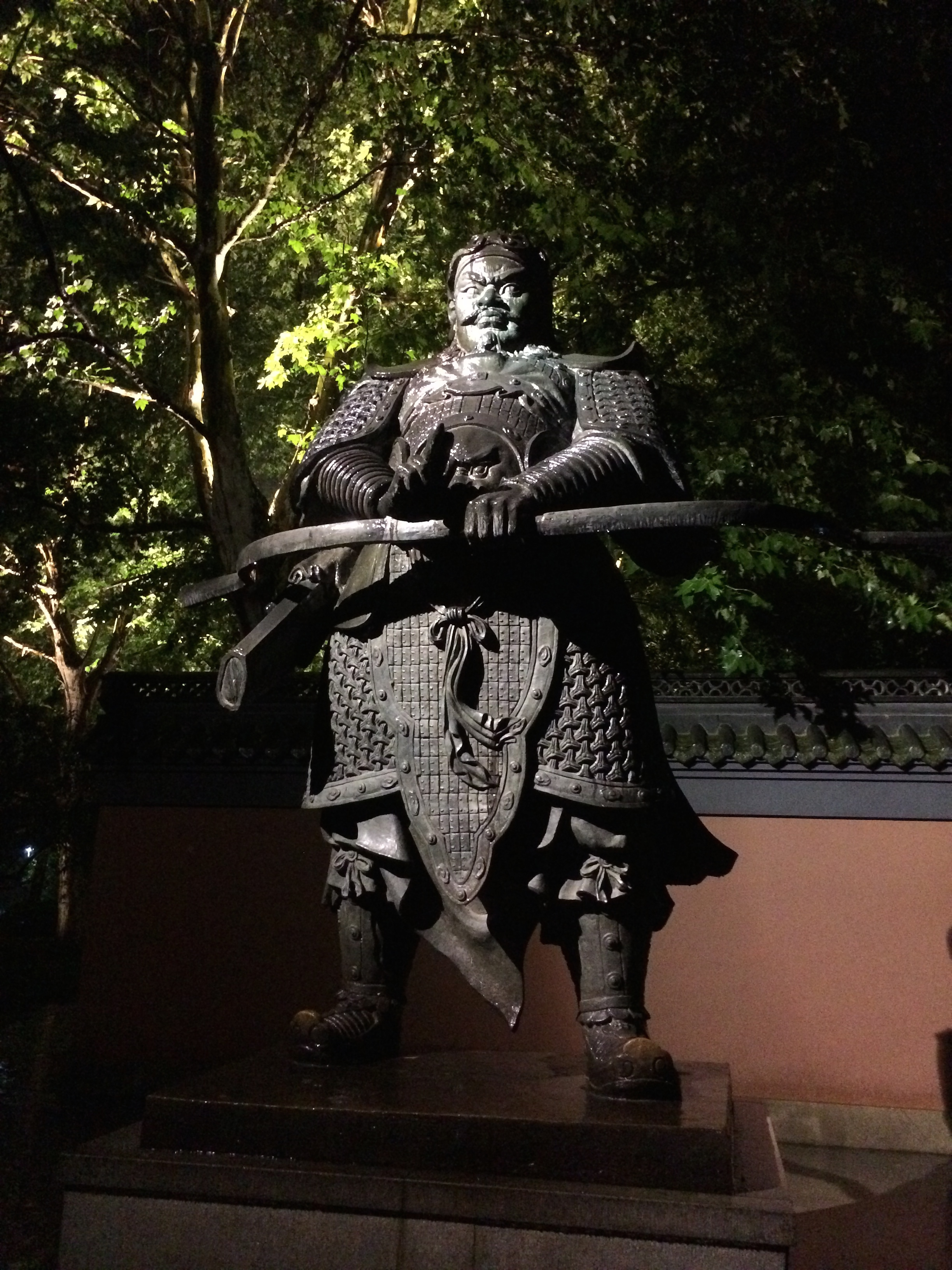
Csian Liu (Qian Liu), Vujüe (Wuyue) királyság első királyának szobra a tó közelében
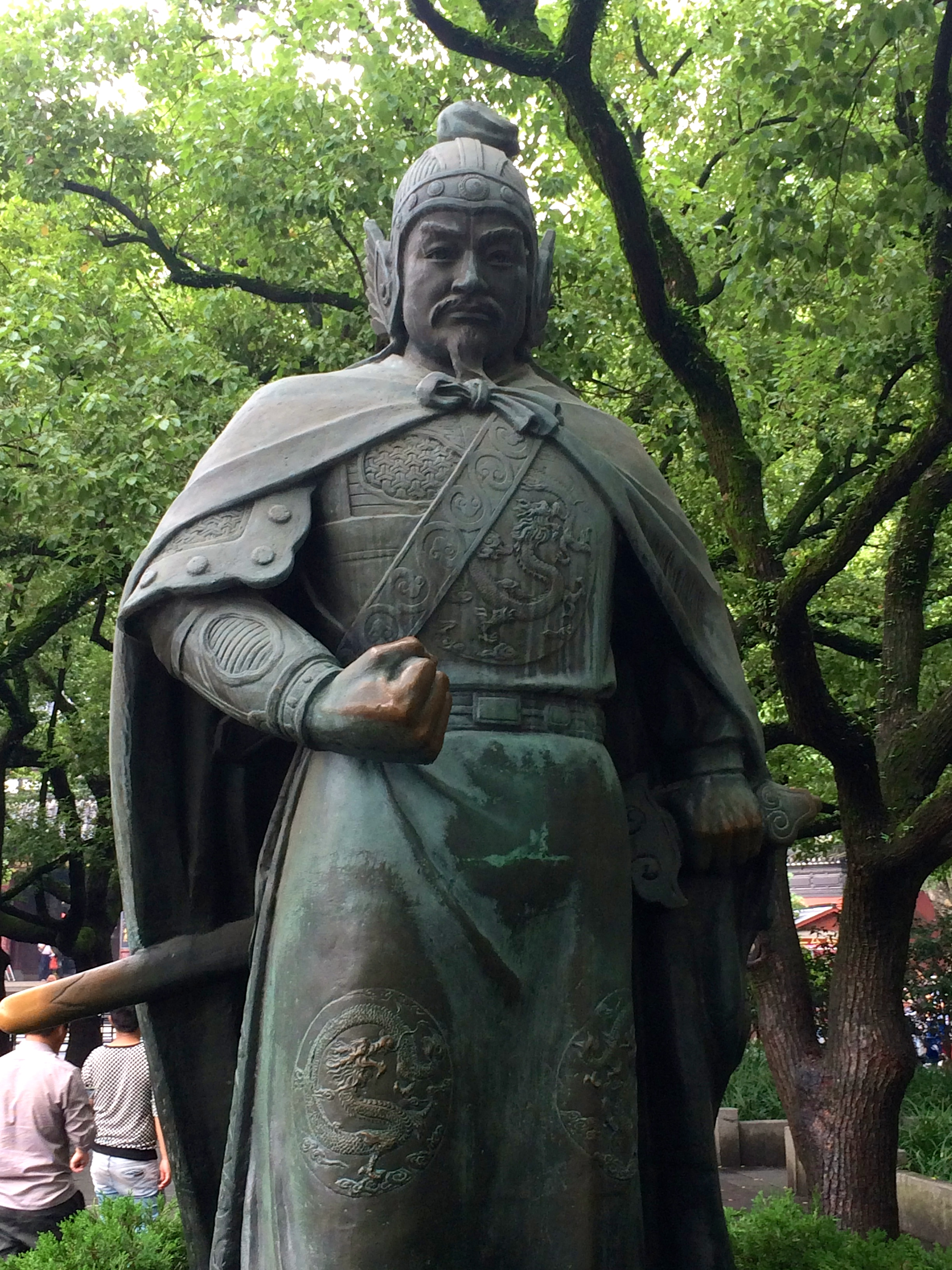
Jüe Fej (Yue Fei), a nemzeti hőssé vált tábornok szobra
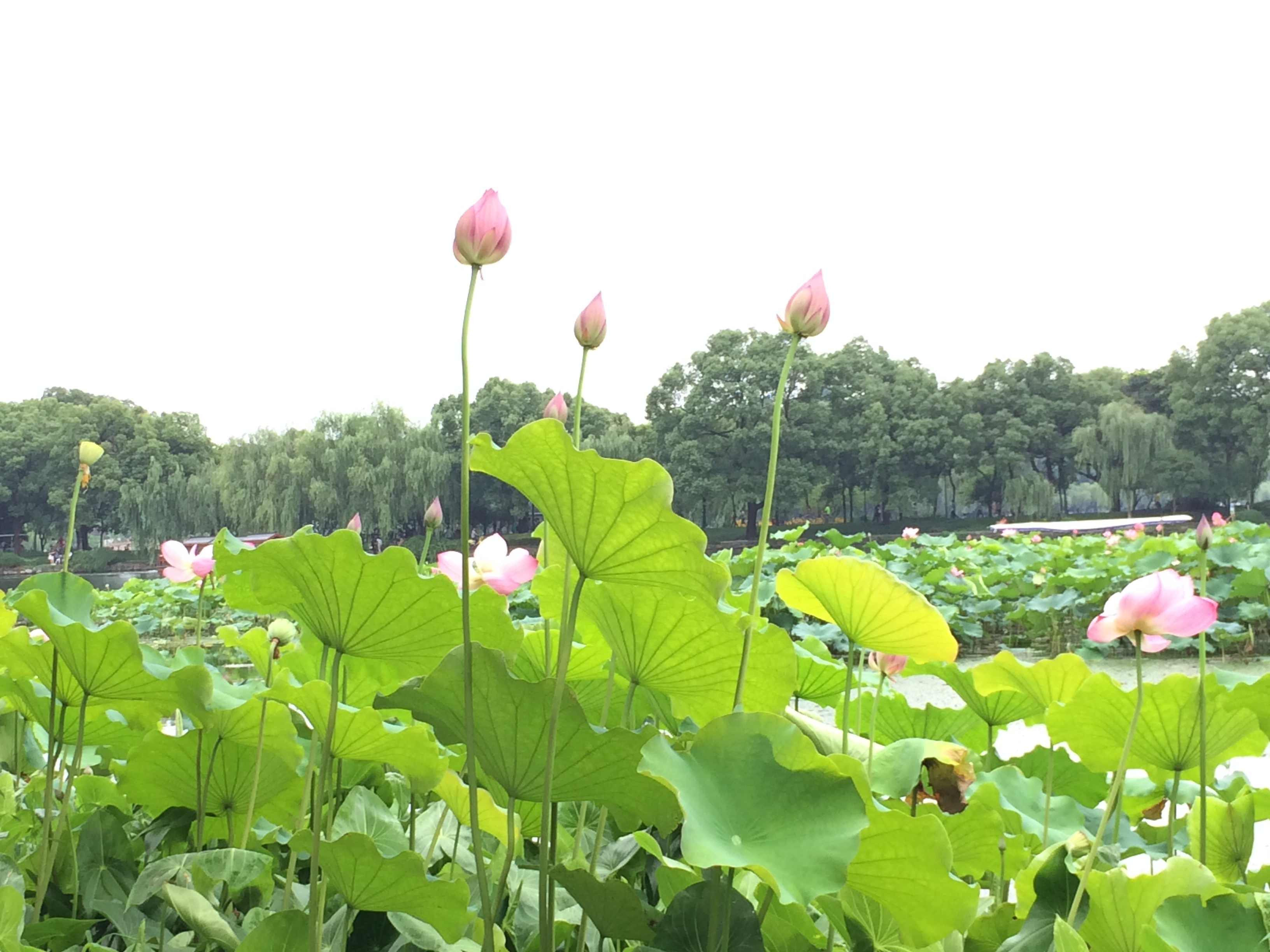
Lótuszok a tavon nyáron

## Fordítás
Ez a szócikk részben vagy egészben  a   West lake című angol Wikipédia-szócikk ezen változatának fordításán alapul.  Az eredeti cikk szerkesztőit annak laptörténete sorolja fel. Ez a jelzés csupán a megfogalmazás eredetét és a szerzői jogokat jelzi, nem szolgál a cikkben szereplő információk forrásmegjelöléseként.